# Sono Motors

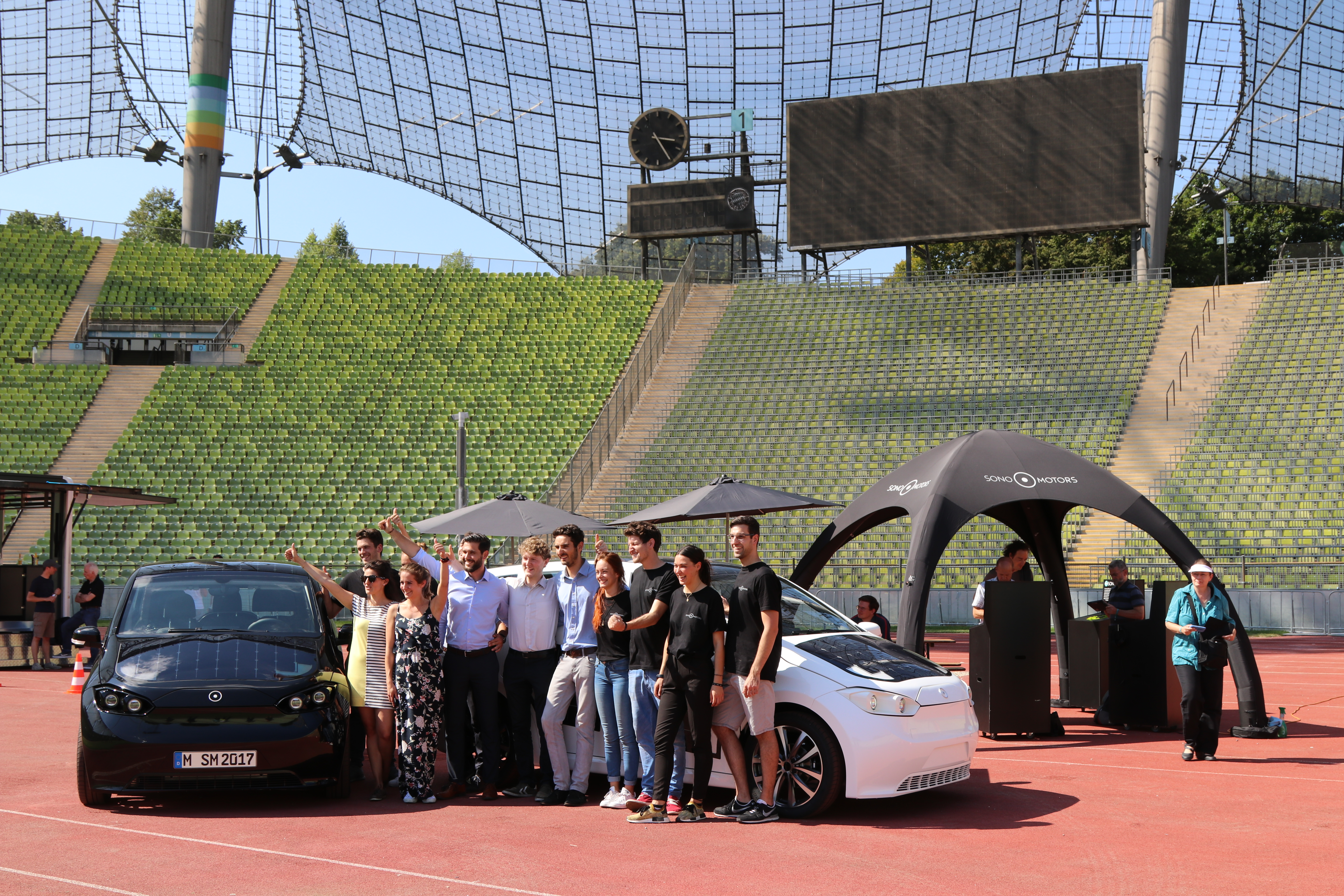
Die Gründer und das Team im August 2017

Die Sono Motors GmbH (auch SonoSolar) ist ein deutsches Unternehmen, das an der Entwicklung eines Elektroautos, dem Sono Sion, und dem Bestücken von Fahrzeugen mit Solarzellen arbeitete.
Ein besonderes Merkmal des Sions waren Solarzellen, die in die Kunststoff-Karosserieverkleidungen sowohl auf dem Dach, der Motorhaube, der Heckklappe als auch an den Seiten eingebettet sind. Der erzeugte Strom wurde in die Antriebsbatterie eingespeist.
Seit 2021 lizenzierte Sono Motors diese Technik für den Einsatz bei Bussen und LKW.
Ab November 2021 wurden Aktien der Sono Motors Muttergesellschaft an der US-Börse Nasdaq gehandelt (siehe Börsennotierung). Im Februar 2023 stellte man die Entwicklung des Sono Sion ein, um sich auf seine Solartechnologie zu konzentrieren. Im Mai 2023 meldete das Unternehmen Insolvenz nach dem Schutzschirmverfahren an und kündigte Ende Oktober 2023 die Entlassung der verbliebenen Mitarbeiter an. Im November 2023 wurde der Freihandel an der Nasdaq eingestellt, da der US-Hedgefonds Yorkville Advisors bei Sion einstieg, und einige Mitarbeiter konnten wieder eingestellt werden. Im Januar 2024 genehmigte das zuständige Amtsgericht den Restrukturierungsplan, am 31. Januar zog man den Insolvenzantrag zurück.

## Geschichte
Gegründet wurde Sono Motors von Laurin Hahn, Navina Pernsteiner und Jona Christians im Januar 2016 im hessischen Karben.
Zur Finanzierung des Unternehmens diente 2016 eine Crowdfunding-Kampagne auf der Internetplattform Indiegogo und 2018 mehrere Crowdinvesting-Kampagnen auf der Nachhaltigkeitsplattform Wiwin. Seit der Frühphase wird das Unternehmen von den Business Angels Matthias Willenbacher (Wi Venture) und Marita Hansen (eVentures) unterstützt.

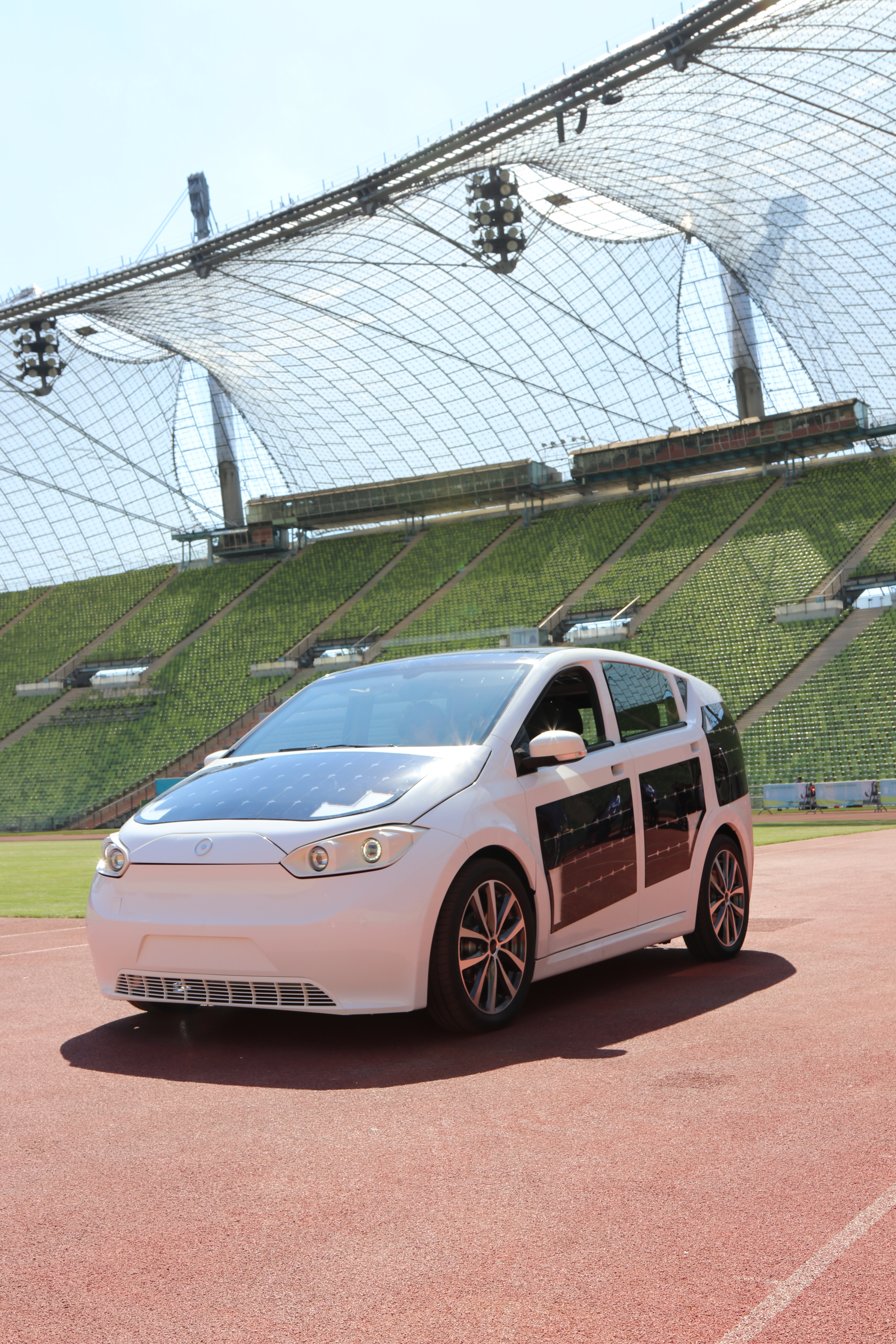
Prototyp des weißen Sono Sion

Noch im Gründungsjahr gelang es, die Finanzierung zweier Funktions-Prototypen sicherzustellen. Diese wurden nach Vorgabe von Sono von dem deutschen Kleinserienhersteller Roding Automobile entwickelt und gebaut und im Juli 2017 öffentlich vorgestellt.
Im Juli 2018 wurde eine Erweiterung der Geschäftsführung bekannt gegeben. Als COO wurde Thomas Hausch und als CCO Isa Krupka berufen.
Im Oktober 2018 sammelte Sono Motors in einer weiteren Finanzierungsrunde neues Eigen- und Fremdkapital ein. Als Fertigungsbeginn des Fahrzeugs wurde damals das vierte Quartal 2019 avisiert.
Im März 2019 präsentierte das Unternehmen schließlich das (später veränderte) Seriendesign des Sion und gab im April 2019 den Serienfertiger seines Fahrzeugs bekannt. Sono Motors zufolge lagen dem Unternehmen im Mai 2019 europaweit 10.000 angezahlte Reservierungen für den Sion vor; im Januar 2020 waren es rund 13.000.
Anfang Dezember 2019 erklärten die Gründer von Sono Motors, dass sie auf dem üblichen Weg der Finanzierung nicht an die erforderlichen Mittel gelangt waren. Bei Annahme der Bedingungen der potenziellen Investoren hätten sie ihre eigenen Prinzipien aufgeben müssen und die Rechte an ihren Patenten an die Investoren verloren. Deshalb kehrten die Gründer zu der ursprünglichen Art der Finanzierung zurück, dem Crowdfunding.
Durch neue Reservierungen mit Anzahlungen von mindestens 500 €, Aufstockungen der Anzahlung von bereits getätigten Bestellungen, Spenden und Absichtserklärungen zur Gewährung von Investitionskrediten wollte Sono Motors bis zum 30. Dezember 2019 50 Mio. € zusammen bekommen. Bis zur gesetzten Frist waren rund 32,5 Mio. € unverbindlich zugesagt, woraufhin die Frist auf den 20. Januar 2020 verlängert und schließlich 53,3 Mio. € an Zusagen erreicht wurden.
Im Jahr 2020 trat Torsten Kiedel als Finanzchef (CFO) in die Geschäftsführung ein und Roberto Diesel schied als Technikchef aus. Auf ihn folgte 2021 Markus Volmer als CTO. Auf der Consumer Electronics Show im Januar 2021 präsentierte das Unternehmen den zweiten Prototyp ihres Solarelektroautos Sion.
Im Oktober 2021 stellten die Elektrofahrzeug-Hersteller ARI Motors und Sono Motors einen gemeinsamen Nutzfahrzeug-Prototyp vor. Auf den Aufbau des ARI 458 mit Kofferaufbau wurden fünf von Sono Motors entwickelte Photovoltaik-Module mit einer Spitzenleistung von 450 Watt montiert, welche bei gutem Wetter für bis zu 48 Kilometer mehr Reichweite sorgen.
Im April 2022 führte Sono Motors gemeinsam mit der Münchner Verkehrsgesellschaft (MVG) die proprietäre Solartechnologie im öffentlichen Personennahverkehr ein. Der Solarbusanhänger ist künftig im Münchner Stadtgebiet unterwegs und testet die Energieerträge sowie das Potential der Technologie im täglichen Betrieb.
Im Dezember 2022 gab Sono Motors bekannt, dass das Unternehmen sich auf das weniger kapitalintensive B2B-Solargeschäft konzentrieren werde, falls das Unternehmen nicht mehr Kapital bekommt. Sono habe im laufenden Geschäftsjahr bis September einen Verlust von 104 Millionen Euro gemacht, und nur wenn sich 3500 Kunden bis spätestens Ende Januar 2023 bereit erklärten, den ermäßigten Kaufpreis von 27.000 Euro vollständig im Voraus zu bezahlen, könne das Projekt weitergeführt werden. Ansonsten sei es gescheitert.
Am 24. Februar 2023 gab das Unternehmen bekannt, das Sion-Programm einzustellen.
Im Mai 2023 meldete das Unternehmen Insolvenz nach dem Schutzschirmverfahren an. Ende Oktober 2023 kündigte Sono Motors die Entlassung aller verbliebenen Mitarbeiter, wirksam im Januar und Februar 2024, an.
Seit März 2023 ist die Anzahl der Gesamtkunden und Partner von 25 auf 28 gestiegen.
Am 27. November 2023 hat das Unternehmen einen Investor gefunden. Dadurch konnte eine endgültige Auflösung der Firma abgewendet werden. So wurde vom Unternehmen mitgeteilt, dass das Kapital des Investors bis Ende 2024 reichen würde. Die genaue Summe wurde jedoch nicht genannt. Ebenfalls wurden den entlassenen Mitarbeitern eine Wiedereinstellung angeboten, was die meisten annahmen. Das Unternehmen setzt nun den Fokus auf das sogenannte Solar Bus Kit.
Seit 2025 tritt das Unternehmen unter der Marke SonoSolar am Markt auf.

## Börsennotierung
Am 17. November 2021 ging die Sono Group N.V., in den Niederlanden registrierte Muttergesellschaft von Sono Motors, an die US-Technologiebörse Nasdaq. Emissionspreis war 15 US-$, Eröffnungskurs 20,06, Schlusskurs 38,20 US-$. Sono Motors konnte so ca. 135 Millionen US-$ erlösen und die drohende Insolvenz abwenden.
Am 21. März 2023 wurde bekannt, dass die Kapitalausstattung von Sono Motors voraussichtlich nicht ausreicht, den geplanten Geschäftsbetrieb aufrechtzuerhalten. Stattdessen werde überlegt, sich als Zulieferer umzuorientieren.
Ende März 2023 teilte Sono Motors der US-Börsenaufsichtsbehörde SEC mit, dass die Wirtschaftsprüfer erheblichen Zweifel an der Fähigkeit zur Fortführung des Unternehmens geäußert haben und wesentliches Risiko bestehe, dass das Unternehmen nicht mehr weiter existieren und insolvent werden könnte.
Am 2. Mai 2023 bemängelte die SEC den nicht fristgerecht eingereichten Jahresabschluss für das Jahr 2022.

## Sono Sion
Der Sono Sion war das erste Fahrzeug, das von Sono Motors entwickelt wurde. Es ist ein SEV, ein Solar-Elektroauto, das neben der Akku-Ladung über das Stromnetz mit Typ 2- und CCS-Stecker auch durch die in die Karosserie integrierten Solarmodule geladen werden sollte.

## B2B-Solargeschäft
Nach Einstellung der Sion-Entwicklung will Sono sich auf das weniger kapitalintensive B2B-Solargeschäft, das bereits Umsätze generiert, konzentrieren. Auf die für Juli 2022 bis September 2022 genannten 138.000 € Umsatz kamen dabei 143.000 € Vertriebskosten. Dem Unternehmen zufolge testen 23 Unternehmen weltweit Sono-Photovoltaiktechnologie in Fahrzeugen wie Bussen, Kühlanhängern und Elektro-Transportern.